# 駅レンタカー

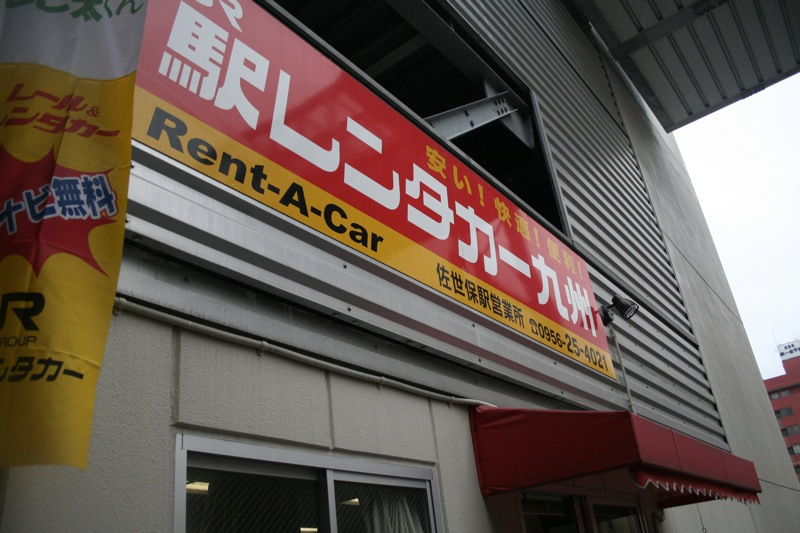
佐世保駅の駅レンタカー

駅レンタカー（えきレンタカー）とは、JRグループが展開するレンタカーのチェーン店である。
鉄道利用客が主な客層であり専用の割引乗車券があるが、レンタカー単独の利用も可能である。また、一部の営業所ではカーリースやレンタサイクルも行っている。

## 経営
経営はJR各社の子会社が行っており、営業所は直営営業所、他社（JRバスが多い）への委託営業所、及び他レンタカー会社への委託営業所に分けられる。交通新聞社、JTBパブリッシング発行の時刻表の索引地図には、駅レンタカーのある駅に自動車のマークが付けられている。また、営業案内のページに一覧表がある。
一部の営業所（横浜駅など）は保有車両が1台も無く、窓口業務だけを行っている。この場合、駅レンタカーのカウンターで書類記入と料金支払を行った後、近隣の他レンタカー会社営業所へ行き、車を借りる。返却時は車を借りた他レンタカー会社営業所へ返却するだけでよい。ただし、追加支払が発生した場合は、再度駅レンタカーカウンターに赴き、支払う必要がある。

## 営業所
営業所の所在は他社委託も含めてJR鉄道駅の駅前や至近が多いが、JR鉄道駅の至近ではない箇所に位置する営業所もある。
- JRバス駅
  - 草津温泉駅 - ジェイアールバス関東・志賀草津高原線
かつては[いつ?]東白樺湖駅（蓼科高原線・和田峠南線）に、また2008年4月30日まではつくばセンター駅[注 1]（「つくば号」他）にも存在した[2]。
- JR以外の鉄道駅
  - 宮津駅 - WILLER TRAINS（京都丹後鉄道）
2008年3月31日までは天橋立駅に営業所が存在し、翌日4月1日付で宮津駅に移転された[3]。
  - 伊豆高原駅、伊豆急下田駅 - 伊豆急行・伊豆急行線
  - 安芸駅 - 土佐くろしお鉄道・阿佐線（ごめん・なはり線）
  - 中村駅 - 土佐くろしお鉄道・中村線（JR四国の駅であった時から継続して設置）
- 港湾・空港
  - 佐渡両津 - 佐渡島・両津港
  - 女満別空港
  - 旭川空港
  - 釧路空港
  - とかち帯広空港
  - 函館空港
2011年6月30日までは仙台空港にも存在した[4]。

2025年4月現在、営業所が所在しない県は三重県・沖縄県の2県である。さらに奈良県・徳島県・熊本県・宮崎県・鹿児島県にも1営業所しか所在していない。

## 料金

### 料金体系
- レンタカーのみのプランである「駅レンプラン」と、JRの乗車券と合わせて利用することでJRの割引を受けることができる「レール&レンタカー」とがあり、案内上は前者は免責補償料を含まない料金、後者は免責補償料込みの料金となっており、その差を考慮すると両者ともレンタカー部分に関わる料金は同額である。
- レンタカーの料金体系は車種のランク別で同業他社と類似しているが、駅レンタカーの特徴としては1,000–1,400ccが同じクラスであることで、1,000–1,200ccと1,300–1,400ccとを別クラスにしている会社に比べると1,300–1,400ccクラスが安く設定されている。
- 免責補償料、ノンオペレーションチャージ (NOC) については他社と同様の制度がある。
- 「駅レンプラン」については、駅レンタカーウェブサイトで予約すれば料金が1割引きとなる。
- 「駅レンプラン」については、利用日[注 5]および利用エリアにより「ハイシーズン料金」と呼ばれる割高な料金が適用される場合がある。
- 北海道地区では7月1日 - 8月31日に出発する場合は季節料金となり、基本料金より割高になる。

### 料金の支払い
- 原則としてクレジットカードでの支払いとなる。現金や電子マネー（一部営業所のみ）での支払いにも対応しているが、運転免許証またはマイナ免許証以外の現住所もしくは本人確認できる書類を提示する必要がある。なお2024年7月現在、高畠駅の営業所のみクレジットカードでの支払いに対応していない[7]。

## 車両
- 車両は提携レンタカー会社から供給を受けることもある。その場合、車両には「駅レンタカー」であることを示すものはなく、外見上は駅レンタカーの車両か否かは判別できない。提携レンタカー会社はタイムズカーレンタル、トヨタレンタリース[要出典]などがある。

### 主な車名
これはあくまで例示であり、これ以外を貸し出すこともある。
- K（軽自動車）：ワゴンR、エヌワゴンなど
- S（1,000–1,400cc）：フィット、ヤリス、MAZDA2、デミオ、ノート、ルーミー、スイフトなど
- A（1,500cc）：カローラ、アクセラなど
- HC（ハイグレード）：マークX、ティアナなど
- MV（ミニバン）：シエンタ、フリードなど
- WA（ワンボックスワゴン）：セレナ、ノア、ステップワゴンなど
- WB（ワンボックスワゴン）：アルファード、キャラバンなど
- ES（エコカー）：アクア、フィットHVなど
- EA（エコカー）：カローラハイブリッド、プリウスなど

## 鉄道との連携

### レール&レンタカーきっぷ
- トクトクきっぷの一つとして「レール&レンタカーきっぷ」がある（JR東日本では「トレン太くん」という愛称あり）。JR線を通算して201キロメートル（km）以上利用する場合で、最初にJR線を利用し、発駅から駅レンタカーのある駅まで最短距離で101 km以上離れていること、JR券とレンタカー券を同時に購入することが条件であり、JR運賃が2割引・特急料金等が1割引となる（ただし「のぞみ」や個室など割引対象外の列車・設備もあり）。一部、他のトクトクきっぷとの併用も可能。
  - 単純な例だと、発駅と営業所最寄り駅との単純往復では片道101 km以上で割引運賃・料金が受けられる。

### 「えきねっと」との連携
「えきねっと」では、駅レンタカーがセットになった割引プランおよびJRE POINT付与を行うプランを提供している。

## 民鉄のレンタカー事業
- 大手民鉄の幾つかはニッポンレンタカーのフランチャイズとしてレンタカー事業に参入していた。
  - 例えば、東武鉄道は子会社のニッポンレンタカー東武が沿線に営業所を展開し、「日光・鬼怒川レンタカークーポン」という鉄道運賃とレンタカー料金を割り引いた旅行商品を発売していたのは、「レール&レンタカー」の民鉄版と言える。
  - 他には、東急、名鉄、阪急、近鉄、南海の各グループ会社がニッポンレンタカーのフランチャイジーとなっていた。なお近鉄グループのレンタカー事業会社については、フランチャイジーをオリックスレンタカーに変更し、運営会社の社名を近畿ニッポンレンタカー株式会社から近鉄レンタリース株式会社に変更している。
- 静岡鉄道の関連会社に静岡県内全域に展開するトヨタレンタリース静岡が存在する。静岡県内では他に遠州鉄道も関連会社にトヨタレンタリース浜松を擁しており、浜松エリアに展開している。

## CM出演者
- 袴田吉彦